# Osmar Dutra
Osmar Dutra (Florianópolis, 20 de fevereiro de 1918 — Balneário Camboriú, 27 de agosto de 2009) foi um advogado e político brasileiro.

## Vida
Filho de Francisco Dutra Júnior e de Vitória Vieira Dutra, bacharelou-se em direito pela Faculdade de Direito de Santa Catarina.

## Carreira
Foi deputado à Câmara dos Deputados na 42ª legislatura (1963 — 1967), como suplente convocado, eleito pela União Democrática Nacional (UDN), e na 43ª legislatura (1967 — 1971), eleito pela Aliança Renovadora Nacional (ARENA).
Foi cassado, com os direitos políticos suspensos por dez anos, pelo disposto no artigo 4 do Ato Institucional Número Cinco, de 13 de dezembro de 1968, expedido pelo decreto de 16 de janeiro de 1969, publicado no Diário Oficial de 17 de janeiro de 1969, página 554.